# Foa fo
Foa fo és una espècie de peix pertanyent a la família dels apogònids.

## Descripció
- Pot arribar a fer 3,5 cm de llargària màxima.
- 7-8 espines i 9 radis tous a l'aleta dorsal i 2 espines i 8 radis tous a l'anal.[6][7]

## Hàbitat
És un peix marí, associat als esculls costaners i de clima tropical que viu entre 0-82 m de fondària.

## Distribució geogràfica
Es troba a la conca Indo-Pacífica: les illes Maldives, les illes de la Societat, les illes Filipines, la Samoa Nord-americana, Austràlia, la Polinèsia Francesa, Guam, Indonèsia, Palau, Samoa i Tonga.

## Observacions
És inofensiu per als humans i de costums nocturns.